# Industrial Disease
Industrial Disease è un brano musicale dei Dire Straits, scritto dal chitarrista e cantante Mark Knopfler. Fu pubblicato come singolo estratto dall'album Love over Gold solamente negli Stati Uniti e in Canada; nel Regno Unito il pezzo fu distribuito come lato B di una rara edizione in musicassetta del singolo Private Investigations.
A dispetto del tono apparentemente disimpegnato suggerito dalla vivace melodia dell'organo, Industrial Disease è un brano segnato da una forte connotazione politica: il testo della canzone, denunciando i problemi della società contemporanea, critica il consumismo, il capitalismo e di riflesso il 
liberismo. Il pezzo è stato 
proposto in concerto nel corso delle tournée Dire Straits 1982/3 e Live in 85/6.

## Classifiche
| Classifica (1982)             | Posizione massima |
| ----------------------------- | ----------------- |
| Canada                        | 18                |
| Stati Uniti                   | 75                |
| Stati Uniti (mainstream rock) | 9                 |